# ادواردو نوتاری
ادواردو نوتاری (ایتالیایی: Eduardo Notari؛ ۱ ژانویه ۱۹۰۳ – ۱۹۸۶) بازیگر اهل ایتالیا در دوران فیلم‌های صامت بود. وی یکی از نخستین بازیگران خردسال حرفه‌ای در سینمای ایتالیا بود که کار بازیگری را از سال ۱۹۱۲ و در سن ۹ سالگی آغاز نمود.
از فیلم‌هایی که وی در آن‌ها نقش داشته‌است، می‌توان به ایتالیا بیدار گشته است اشاره نمود.